# Nippon Poly-Glu
Nippon Poly-Glu Co., Ltd. (en japonés: 日本ポリグル) es una empresa japonesa con sede en el barrio de Chuo-ku, Osaka (Japón) dirigida por Kanetoshi Oda y presidida por Setsuko Oda. Fue fundada en el año 2002 y se dedica a la creación de polímeros naturales para la purificación del agua en países en desarrollo y/o con deficiencias de acceso al agua potable, usando como ingrediente básico un derivado de natto. 

## Historia
La empresa fue creada por Kanetoshi Oda, un ingeniero que estudió en la Universidad de Osaka y doctorado posteriormente en el Instituto de Tecnología de California con el fin de abaratar los costes de la purificación del agua y reducir el tiempo del proceso. La idea empezó a germinar en 1995, tras sufrir en persona el Gran terremoto de Hanshin-Awaji y los cortes en el suministro de agua potable que se realizaron en Kobe. Más tarde, en 2002, fundó la empresa y, juntamente con el equipo de investigación del científico Mikito Yasuzawa de la Universidad de Tokushima desarrollaron un floculante biodegradable con el objetivo de poder extraer y recoger fácilmente los contaminantes del agua a un bajo coste, apto para países con dificultades y evitando así, el alto coste de purificación del agua tradicional, basada en sistemas de filtros que encarecían el proceso. Con el sistema de Oda, la purificación resulta instantánea y con un ratio de 300 litros/1$.

## Actuaciones en emergencias internacionales
Oda llegó a un acuerdo de colaboración con la Organización Internacional para las Migraciones (OIM) para poder ayudarles a purificar agua en distintos puntos claves urgentes. Durante del Terremoto del océano Índico de 2004, con más de 400.000 víctimas, tuvieron que pedir la ayuda para purificar agua en los países afectados como Tailandia. Tres años más tarde, la catástrofe del Ciclón Sidr en Bangladés dejó más de 3000 muertos y las infraestructuras muy dañadas, hecho que llevó al gobierno bangladesí a solicitarles que purificasen 100 millones de litros de agua. En 2014 empezaron a actuar en Tanzania. Durante la crisis de desplazados de 2015 de Somalia hacia su capital, Mogadiscio, juntamente con la Agencia Japonesa de Cooperación Internacional, se proporcionó agua limpia gracias a ese derivado de la natto a más de 5000 personas en campos de refugiados somalíes, disminuyendo así, los casos de cólera y diarrea.